# لورتا ان راجرز
لورتا ان راجرز (انگلیسی: Loretta Anne Rogers؛ زادهٔ ۱۹۳۹/۱۹۴۰ (۸۵–۸۶ سال) کارآفرین، سرمایه‌دار و نیکوکار کانادایی است، که از سهامداران اصلی شرکت راجرز بشمار می‌آید و با دارایی خالص ۵٫۵ میلیارد دلار، به عنوان یکی از ثروتمندترین افراد کانادا شناخته می‌شود. وی بیوه تد راجرز؛ بنیان‌گذار شرکت راجرز می‌باشد.